# Aulopidae
Aulopidae (Draadzeilvissen) zijn een familie van straalvinnige vissen uit de orde van Draadzeilvissen (Aulopiformes).

## Geslachten
- Aulopus Cloquet, 1816
- Hime Starks, 1924
- Latropiscis Whitley, 1931